# Семира (балет)
Семира — трагико-пантомимный балет, который был поставлен по одноименной пьесе А. П. Сумарокова в 1772 году балетмейстером Гаспаро Анжиолини в Петербурге.

## История
В 1772 году Гаспаро Анжиолини взяв за основу трагедию Александра Петровича Сумаракова «Семира», поставил героический балетный спектакль с одноименным названием.
Музыку к балету написал Гаспаро Анжиолини. Действие происходит в городе Киеве и его окрестностях. В трагедии «Семира» Сумаракова описаны события, происходящие во времена князя Олега — регента при малолетнем князе Игоре. Киевский князь Оскольд составляет против Олега заговор, в итоге его планы раскрываются и Оскольда помещают в тюрьму. Олег не может решиться и подписать указ о смертной казни. В плену Олега находится Семира — сестра Оскольда, которая любит сына Олега — Ростислава. Ростислав спасает Оскольда из заточения, но Олег, узнав о предательстве, приказывает арестовать своего сына Ростислава. Олег хвалит Семиру за ее поступок, понимая, что она хотела спасти брата. Когда люди Оскольда осаживают город, Ростислав идет защищать город. Оскольд вонзает в себя меч и умирает. Он говорит о том, что его сестра Семира должна остаться с Ростиславом, а город должен достаться Олегу.

## Действующие лица
Семира (невольница Олега и сестра Оскольда) — Саншина Зануци Обри;
Олег — Трофим Слепкин;
Ростислав — Тимофей Бубликов;
Оскольд — Камиль Фабьяни;
Витозарь (наперсник Олегов) — Франциск Морельди.
Стражи, воины князя Олега.
Единомышленники Оскольда.
Пленники Оскольда.
Услужницы Семиры.
Изменник.
Народ.

## Либретто
Балет состоит из пяти действий.

### Действие первое
Когда поднимается занавес, зритель видит князя Олега и сына его Ростислава, находящегося возле него. Также на сцене видим бояр, стражников, а Оскольд, Семира и еще несколько человек скованны. Ростислав влюбился в Семиру и просит отца освободить ее и ее брата Оскольда. Олег, желая наградить Ростислава за его заслуги, и просто проявляя великодушие, удовлетворяет просьбу сына и освобождает всех пленников. Оскольд и Семира чувствуют себя униженными из-за этого великодушного жеста. Олег просит удалиться всех, кроме Оскольда и Семиры, а также Ростислава. Олег предлагает Семире выйти замуж за Ростислава, но Оскольд против этого. Он запрещает ей вступать в этот брак. Семира не знает, как поступить. Олег повторяет свое предложение и уходит, дав Семире возможность его обдумать. Оскольд благодарит Ростислава за помощь и уходит, сделав какой-то знак Семире, Ростислав просит Семиру, чтобы та выбрала его себе в мужья. Семира не может уступить просьбам Ростислава и они расстаются, ничего не решив

### Действие второе
Декорации театра — густая роща в окрестностях Киева. В роще вязовое дерево переплетается ветвями с древним дубом. На небольших холмах растет кустарник. Оскольд останавливается у вязового дерева и весит свой шлем на его ветви — это служит тайным знаком для единомышленников, которые прячутся в лесу. Он видится с ними и берет с них клятву верности, а после дает каждому перевязь, по которой они смогут друг друга узнать, когда придет время. Он показывает своим соратникам ямы, в которых было скрыто оружие, и раздает каждому копье, щит и латы. Оскольд приказывает пока что скрыться всем в лесу, и быть готовыми в любой момент для дальнейших действий. Сам возвращается в город.

### Действие третье
На сцене декорации княжеских чертогов. Семиру одновременно переполняют любовь, страх и желание отомстить. К ней приходит Олег, чтобы заключить ее брак с Ростиславом. Семиру упрашивают согласиться. Но Семира нерешительна, в результате чего Олег разгневан, а Ростислав оскорблен. Семира боится навредить планам брата и делает вид, что колеблется, чтобы выиграть время. Приходит Оскольд. Олег требует, чтобы Оскольд согласился на свадьбу своей сестры и сына Олега, но Оскольд с гордостью отвергает это предложение. Олег оскорблен. Он упрекает Оскольда, но тут входит Витозар вместе с воином, который рассказывает про заговор, организованный Оскольдом. Воин показывает перевязь, которая есть и на руке Оскольда. Реакция Оскольда и Семиры подтверждают правдивость доноса. Они каменеют. Оскольда немедленно заключают в цепи, а Витозару Олег повелевает наградить доносчика. Но он будет находиться под стражей, пока представленные доказательства не подтвердятся. Оскольд обнимает сестру и удаляется в темницу. Семира умоляет Олега простить ее брата, но Олег отказывает ей и уходит. Семира обращается к Ростиславу, но в этот момент входит воин и говорит, что Олег ждет Ростислава, чтобы решить участь Оскольда. Ростислав хочет уйти, но Семира удерживает его, и говорит, что причинит себе вред. Ростислав соглашается спасти брата Семиры, тем самым предав отца, и уходит в темницу, чтобы освободить Оскольда. Семира следует за ним.

### Действие четвертое
Действие происходит в темнице. К Оскольду приходит Ростислав, Семира и несколько воинов. Они приносят щит и копье. Ростислав освобождает Оскольда от цепей и Оскольд бежит. В темницу входит Олег с воинами, и увидев там Семиру и Ростислава, свирепеет. Он повелевает разоружить Ростислава и заключить в оковы. Семира удручена происходящим. Олег повелевает стражникам вынести Семиру из темницы. Он обращается к Ростиславу, и укоряет его в его слабости, которая и стала причиной его измены. Когда раздается внешний шум, доносимый от орудий, и начинается сражение, Олег убегает. К Ростиславу приходит Семира, и она очень огорчена тем, что стала причиной его заключения и погибели. В темницу прибегает Витозар с несколькими воинами. Они приносят оружие Ростиславу и говорят, что он должен срочно идти на помощь отцу.

### Действие пятое
На сцене — место сражения под стенами Киева. В профиль видны его главные ворота. На сцене видны палатки, разбросанные в разные стороны после нападения Оскольда. Вдали толпы войск Оскольда сражаются с войсками Олега. В разных частях города начался пожар. Оскольд с помощью мятежников гонит к городским вратам Олега и его войско. Когда Оскольд думает, что победа уже на его стороне, из городских врат выходят Ростислав и Витозар, с ними некоторое число воинов. Они одерживают победу над мятежниками. Ростислав берет в плен Оскольда и приводит его к своему отцу, и так доказывает свое раскаяние. Оскольд, придя в ярость против самого себя, понимает, что помощи ждать не откуда, вырывает кинжал у Олега и ударяет себя им в грудь и бросает его к ногам победителя. Прибегает Семира, но увидев, что сделал брат, падает в обморок. Оскольд просит прощения у всех, просит пощадить его единомышленников. Доноситель бросается к ногам Оскольда и просит у него прощения, и Оскольд прощает его. Олег освобождает пленных, Оскольд обнимает Ростислава и Семиру и хочет успеть соединить их браком. Семира хватается за кинжал и хочет убить себя, понимая, что ее брат мертв, но ее останавливает Ростислав. Семира падает без чувств на тело Оскольда.